# Liste der Bodendenkmale in Mittenwalde
Die Liste der Bodendenkmale in Mittenwalde enthält alle Bodendenkmale der brandenburgischen Gemeinde Mittenwalde und ihrer Ortsteile. Grundlage ist die Veröffentlichung der Landesdenkmalliste mit dem Stand vom 31. Dezember 2020. Die Baudenkmale sind in der Liste der Baudenkmale in Mittenwalde aufgeführt.
|    | Gemarkung                  | Flur     | Kurzansprache | Bodendenkmalnummer | Bemerkung | Bild |
| -- | -------------------------- | -------- | --- | ------------------ | --------- | ---- |
| 1  | Brusendorf (Lage)          | 1, 3     | Dorfkern deutsches Mittelalter, Dorfkern Neuzeit, Friedhof deutsches Mittelalter, Friedhof Neuzeit, Kirche deutsches Mittelalter, Kirche Neuzeit | 10020              |           |      |
| 2  | Brusendorf (Lage)          | 1        | Siedlung römische Kaiserzeit | 10021              |           |      |
| 3  | Brusendorf (Lage)          | 1        | Siedlung Urgeschichte, Siedlung slawisches Mittelalter | 10022              |           |      |
| 4  | Brusendorf (Lage)          | 1        | Siedlung Bronzezeit | 10023              |           |      |
| 5  | Brusendorf (Lage)          | 1        | Siedlung römische Kaiserzeit, Siedlung Eisenzeit, Siedlung Bronzezeit, Siedlung Neolithikum | 130289             |           |      |
| 6  | Gallun (Lage)              | 1, 3     | Friedhof Neuzeit, Dorfkern deutsches Mittelalter, Friedhof deutsches Mittelalter, Dorfkern Neuzeit, Kirche Neuzeit | 12672              |           |      |
| 7  | Gallun (Lage)              | 3        | Rast- und Werkplatz Mesolithikum | 13096              |           |      |
| 8  | Gallun (Lage)              | 1        | Rast- und Werkplatz Steinzeit, Siedlung römische Kaiserzeit, Siedlung Urgeschichte | 13129              |           |      |
| 9  | Gallun (Lage)              | 1        | Rast- und Werkplatz Mesolithikum, Siedlung Urgeschichte | 13130              |           |      |
| 10 | Gallun (Lage)              | 1        | Siedlung Bronzezeit | 13132              |           |      |
| 11 | Gallun (Lage)              | 2        | Rast- und Werkplatz Steinzeit, Siedlung Urgeschichte | 13133              |           |      |
| 12 | Gallun (Lage)              | 3        | Rast- und Werkplatz Mesolithikum | 13134              |           |      |
| 13 | Gallun (Lage)              | 1        | Siedlung Urgeschichte | 13135              |           |      |
| 14 | Gallun (Lage)              | 1        | Siedlung Bronzezeit, Siedlung Eisenzeit, Rast- und Werkplatz Mesolithikum, Siedlung Neolithikum | 13136              |           |      |
| 15 | Gallun, Mittenwalde (Lage) | 1, 14    | Rast- und Werkplatz Mesolithikum, Siedlung römische Kaiserzeit, Siedlung Neolithikum, Siedlung Bronzezeit, Siedlung Eisenzeit | 13131              |           |      |
| 16 | Mittenwalde (Lage)         | 6, 9, 10 | Münzfund deutsches Mittelalter, Siedlung Eisenzeit, Siedlung Bronzezeit, Friedhof deutsches Mittelalter, Gräberfeld Eisenzeit, Siedlung slawisches Mittelalter, Burgwall deutsches Mittelalter, Altstadt deutsches Mittelalter, Vorstadt Neuzeit, Gräberfeld slawisches Mittelalter, Altstadt Neuzeit | 12662              |           |      |
| 17 | Motzen (Lage)              | 3, 5     | Kirche deutsches Mittelalter, Dorfkern Neuzeit, Friedhof Neuzeit, Kirche Neuzeit, Dorfkern deutsches Mittelalter, Friedhof deutsches Mittelalter | 12536              |           |      |
| 18 | Motzen (Lage)              | 4        | Rast- und Werkplatz Mesolithikum | 12548              |           |      |
| 19 | Ragow (Lage)               | 5        | Friedhof deutsches Mittelalter, Siedlung römische Kaiserzeit, Kirche deutsches Mittelalter, Dorfkern Neuzeit, Kirche Neuzeit, Dorfkern deutsches Mittelalter, Friedhof Neuzeit | 12678              |           |      |
| 20 | Schenkendorf (Lage)        | 1        | Dorfkern deutsches Mittelalter, Kirche deutsches Mittelalter, Friedhof deutsches Mittelalter, Friedhof Neuzeit, Kirche Neuzeit, Dorfkern Neuzeit | 12637              |           |      |
| 21 | Schenkendorf (Lage)        | 4        | Dorfkern deutsches Mittelalter, Dorfkern Neuzeit, Siedlung Bronzezeit | 12651              |           |      |
| 22 | Schenkendorf (Lage)        | 4        | Siedlung Urgeschichte | 12653              |           |      |
| 23 | Schenkendorf (Lage)        | 4        | Siedlung Urgeschichte | 12654              |           |      |